# Werner Sobeck
Werner Sobeck   (Berlín, 6 de març de 1926 - 24 de juliol de 2003) fou un saltador alemany que va competir durant les dècades de 1940 i 1950.
El 1952 va prendre part en els Jocs Olímpics d'Estiu de Hèlsinki, on disputà dues proves del programa de salts. En el trampolí de 3 metres fou dotzè, mentre en el salt de palanca de 10 metres fou vintè.
En el seu palmarès destaca una medalla de bronze en la prova de trampolí de 3 metres del Campionat d'Europa de natació de 1950, rere Hans Aderhold i Guy Hernandez. També guanyà el campionat alemany de trampolí 3 metres el 1953 i 1954.